# Куйбышевский сельсовет (Хакасия)
Куйбышевский сельсовет — сельское поселение в Бейском районе Хакасии.
Административный центр — село Куйбышево.

## Население
| 2002  | 2010  | 2012  | 2013  | 2014  | 2015  | 2016  |
| ----- | ----- | ----- | ----- | ----- | ----- | ----- |
| 1868  | ↘1624 | ↘1619 | ↘1597 | ↘1539 | ↘1511 | ↘1442 |
| 2017  | 2018  | 2019  | 2020  | 2021  |       |       |
| ↘1368 | ↘1333 | ↘1319 | ↗1320 | ↗1637 |       |       |

## Состав сельского поселения
В состав сельского поселения входят 5 населённых пунктов:
| № | Населённый пункт | Тип населённого пункта       | Население |
| - | ---------------- | ---------------------------- | --------- |
| 1 | Койбалы          | аал                          | ↘301      |
| 2 | Куйбышево        | село, административный центр | ↘669      |
| 3 | Уты              | деревня                      | ↘180      |
| 4 | Чаптыков         | аал                          | ↘229      |
| 5 | Шалгинов         | аал                          | ↘245      |

## Местное самоуправление
Главы сельсовета
- Арчимаев Алексей Иванович
- с 21.06.2015 года - Капсаргин Евгений Иосифович[14]

## Образование
В поселении две средних школы.